# Cristina Sáez
Cristina Sáez Torres (Córdoba, España, 1977) es una periodista. Es licenciada en traducción e interpretación, así como en periodismo por la Universidad Pompeu Fabra y ha realizado un postgrado de reportaje televisivo. Está especializada en divulgación de la ciencia y de la cultura digital. Sobre ello escribe habitualmente en La Vanguardia, así como en Muy Interesante, Quo México, Historia y Vida y Mètode. Antes, pasó por los diarios Público y Avui.
Dirigió durante doce temporadas el programa de televisión «Tendències» de ciencia, pensamiento y cultura digital, que se emitía a través de la Red de Televisiones Locales catalana y en línea a través de laxarxatendencies.com. Ha sido guionista del programa de Televisión española «Redes» y colabora con el Centro de Regulación Genómica de Barcelona.